# Strzałków (województwo wielkopolskie)
Strzałków – wieś (dawniej miasto) w Polsce, położona w województwie wielkopolskim, w powiecie kaliskim, w gminie Lisków.
| SIMC    | Nazwa       | Rodzaj    |
| ------- | ----------- | --------- |
| 0202650 | Gorzelew    | część wsi |
| 0202666 | Grabowa     | część wsi |
| 0202672 | Gruszkowiec | część wsi |
| 0202689 | Rutkowice   | część wsi |

W latach 1975–1998 miejscowość położona była w województwie kaliskim.
Starzałków uzyskał lokację miejską w 1518 roku, zdegradowany przed 1578 rokiem. Do 1954 roku istniała gmina Strzałków. 
Miejsce urodzenia Walentego Majdańskiego, polskiego pedagoga i działacza społecznego.